# Riohacha
Riohacha è un comune della Colombia, capoluogo del dipartimento di La Guajira.